# Camponotus sexguttatus
Camponotus sexguttatus är en myrart som först beskrevs av Fabricius 1793.  Camponotus sexguttatus ingår i släktet hästmyror, och familjen myror.

## Underarter
Arten delas in i följande underarter:
- C. s. albotaeniolatus
- C. s. antiguanus
- C. s. basirectus
- C. s. biguttatus
- C. s. decorus
- C. s. fusciceps
- C. s. montserratensis
- C. s. ornatus
- C. s. perturbans
- C. s. sexguttatus
- C. s. unitaeniatus

## Bildgalleri

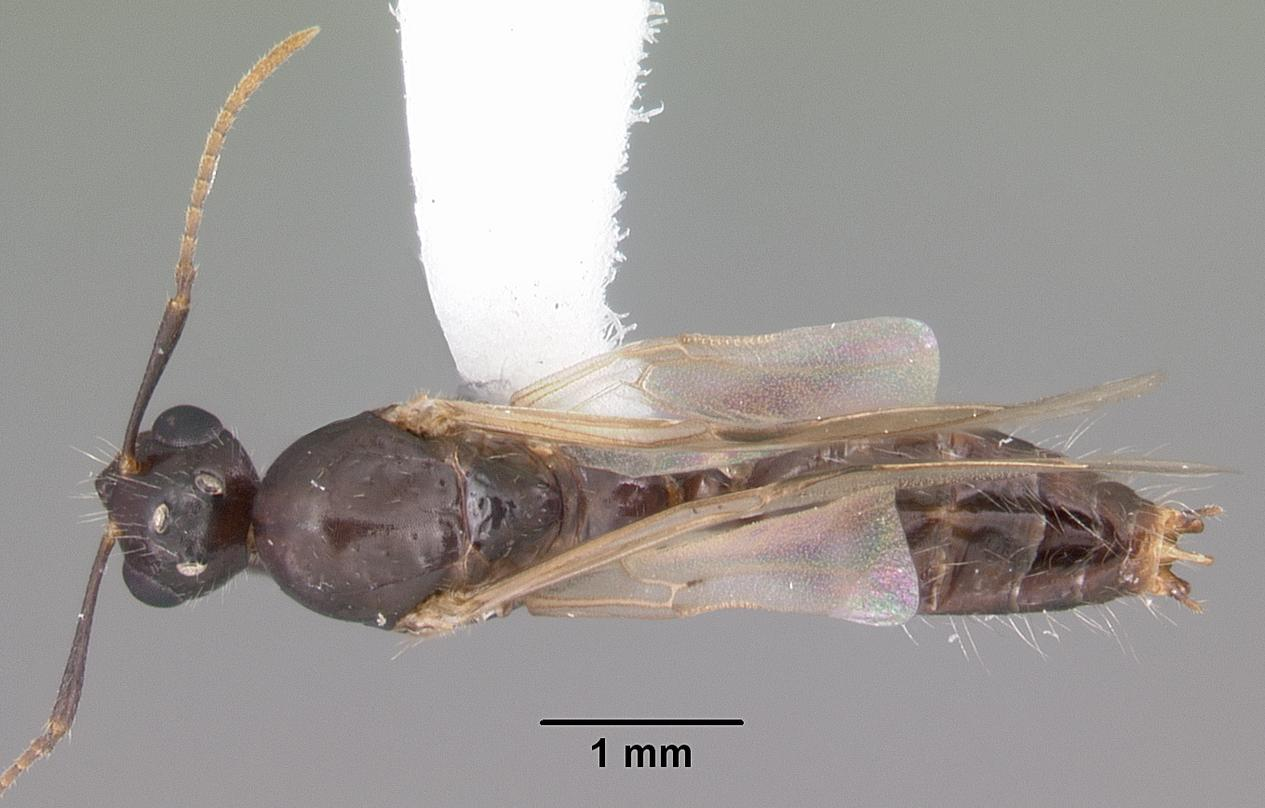
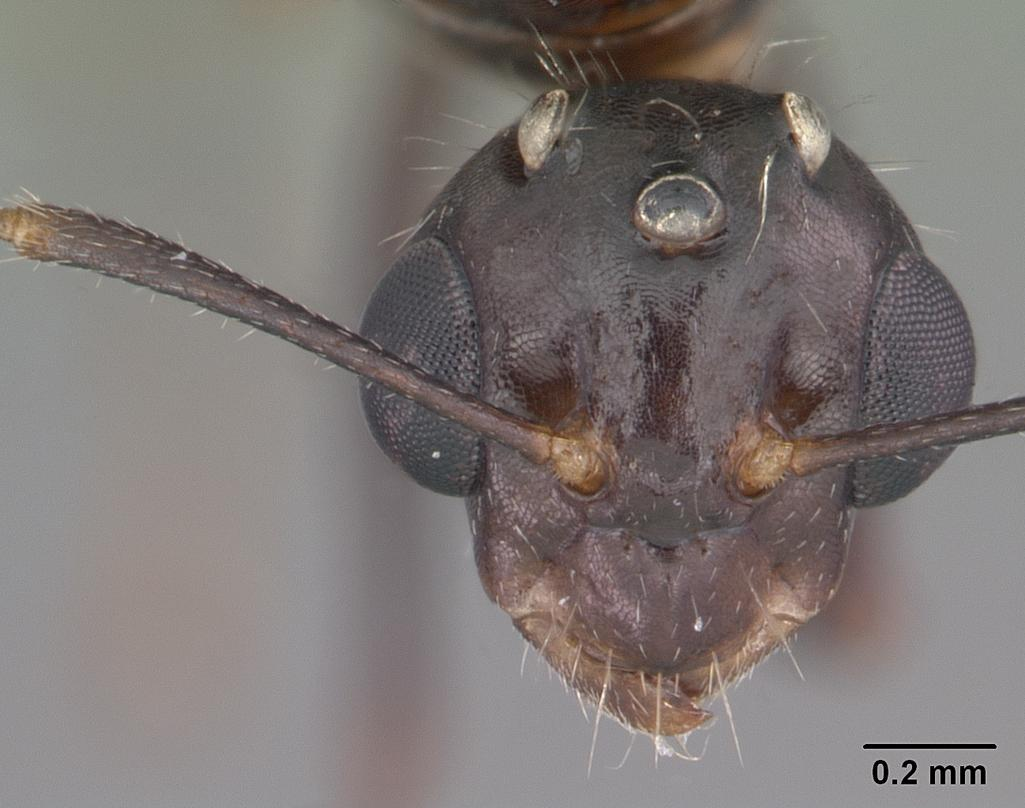
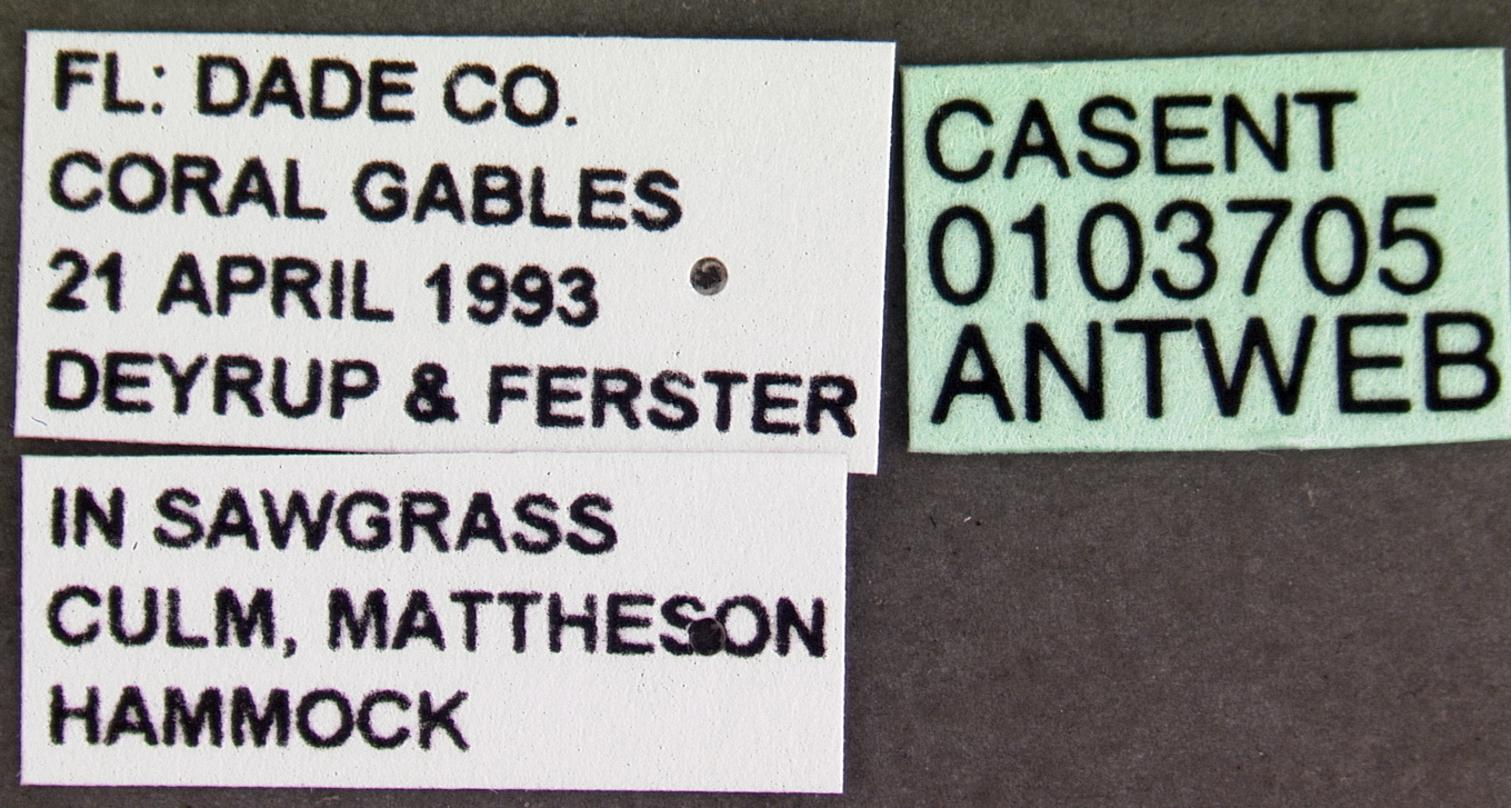
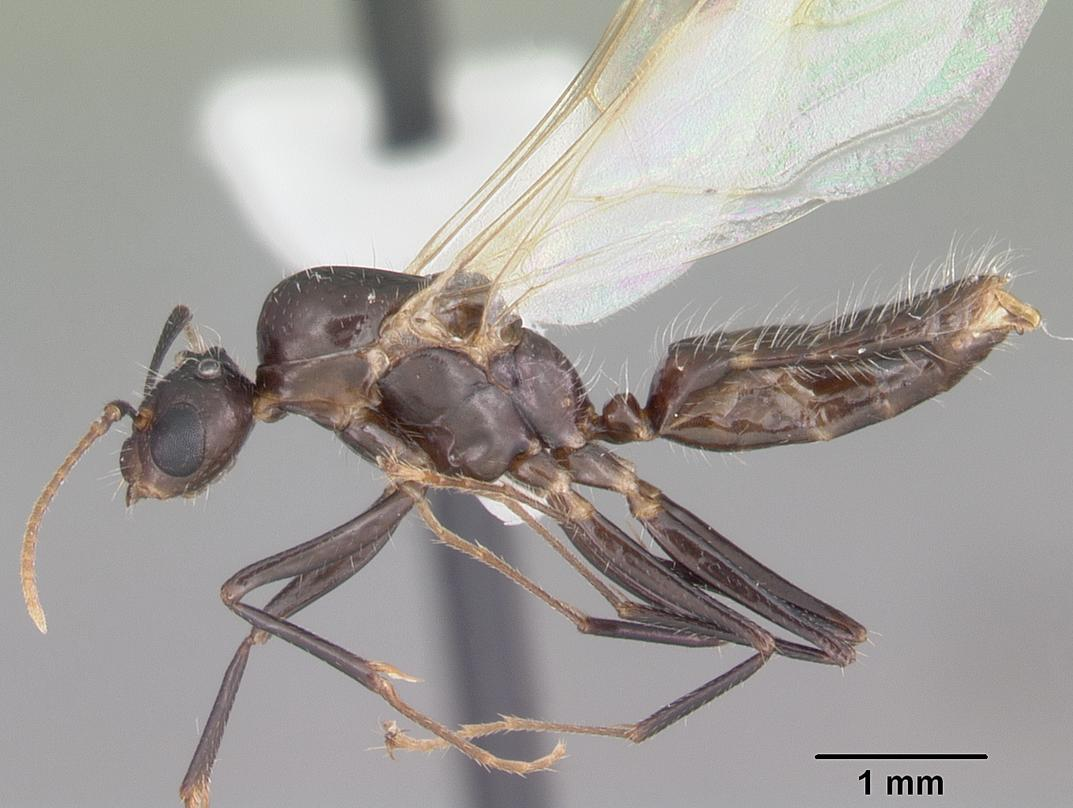
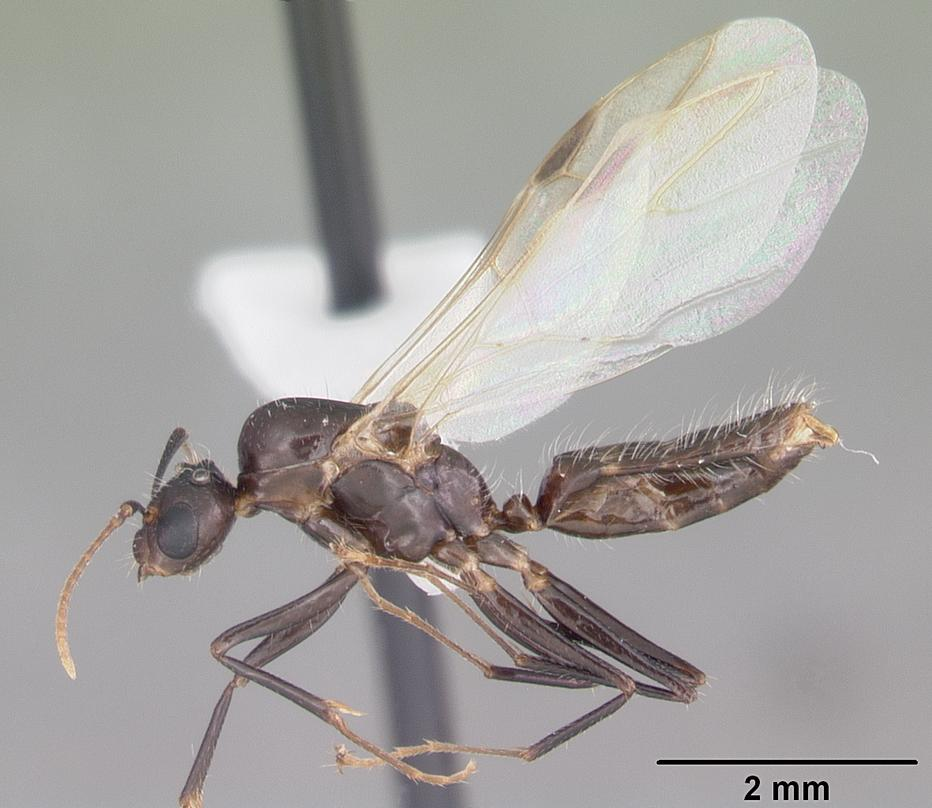
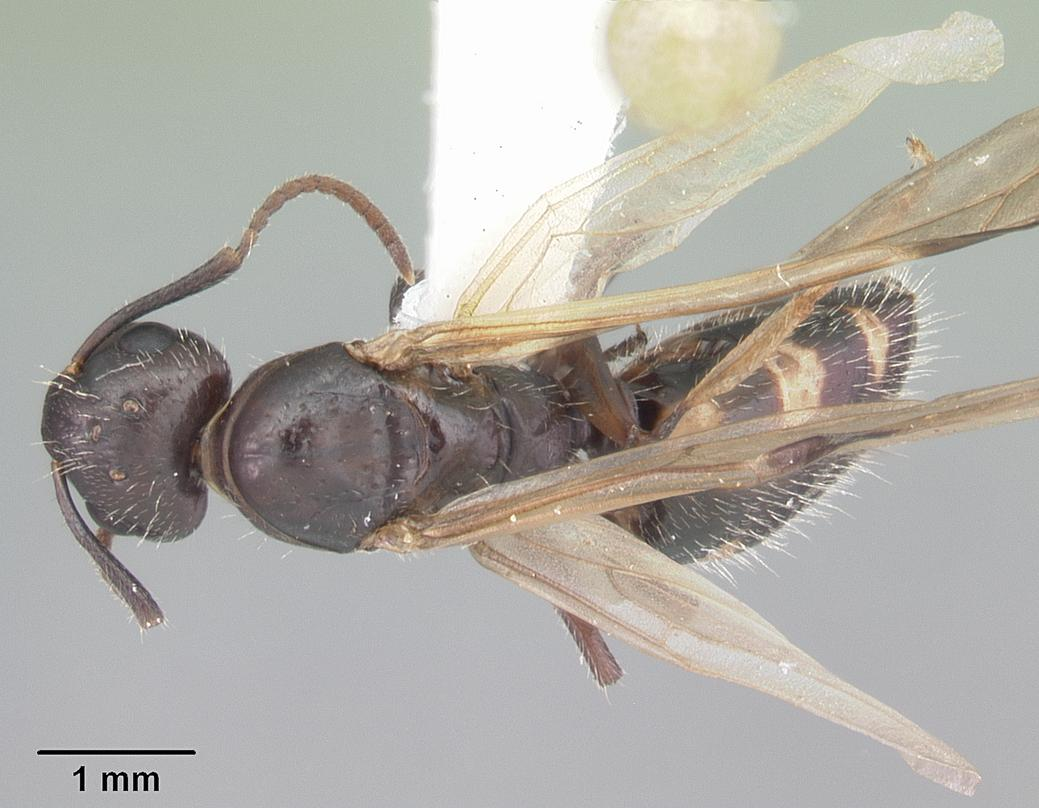